# Viva Love
Viva Love – piosenka w stylu sophisti-popu i singel promujący dziewiąty album studyjny brytyjskiej grupy ABC zatytułowany The Lexicon of Love II. Singel został wydany 13 kwietnia 2016 przez Blatant Music / Virgin EMI Records. Promocję radiową w Polsce rozpoczęto 2 maja 2016. Jednak znana już była wersja piosenki wydana cyfrowo w 2005 r. jako miks "Brother In Rhythm Edit".

## Notowania
- Złota Trzydziestka Radia Koszalin: 12[5]
- Lista Przebojów Polskiego Radia PiK: 13[6]
- Lista Przebojów Trójki: 31[7]